# Чемпионат мира по лёгкой атлетике 1997 — бег на 800 метров (мужчины)
Соревнования в беге на 800 метров у мужчин на чемпионате мира по лёгкой атлетике 1997 года прошли 8 августа.

## Призёры
| Золото                  | Серебро                | Бронза         |
| Уилсон Кипкетер · Дания | Норберто Тельес · Куба | Рич Кена · США |

## Финал
| Место | Имя              | Гражданство | Время   | Примечания |
| ----- | ---------------- | ----------- | ------- | ---------- |
|       | Уилсон Кипкетер  | Дания       | 1:43.38 |            |
|       | Норберто Тельес  | Куба        | 1:44.00 | SB         |
|       | Рич Кена         | США         | 1:44.25 | PB         |
| 4     | Патрик Кончеллах | Кения       | 1:44.26 |            |
| 5     | Вебьёрн Родаль   | Норвегия    | 1:44.53 |            |
| 6     | Марко Коерс      | Нидерланды  | 1:44.85 |            |
| 7     | Патрик Ндурури   | Кения       | 1:45.24 |            |
| 8     | Марк Эверетт     | США         | 1:49.02 |            |

SB — лучший результат в сезоне, PB — личный рекорд.